# Pogonocherus penicillatus
Pogonocherus penicillatus är en skalbaggsart som beskrevs av Leconte 1850. Pogonocherus penicillatus ingår i släktet Pogonocherus och familjen långhorningar.
Artens utbredningsområde är Alaska. Inga underarter finns listade i Catalogue of Life.